# Gibbs (Misuri)
Gibbs es una villa ubicada en el condado de Adair en el estado estadounidense de Misuri. En el Censo de 2010 tenía una población de 107 habitantes y una densidad poblacional de 166,58 personas por km².

## Geografía
Gibbs se encuentra ubicada en las coordenadas 40°5′57″N 92°25′00″O / 40.09917, -92.41667. Según la Oficina del Censo de los Estados Unidos, Gibbs tiene una superficie total de 0.64 km², de la cual 0.64 km² corresponden a tierra firme y (0%) 0 km² es agua.

## Demografía
Según el censo de 2010, había 107 personas residiendo en Gibbs. La densidad de población era de 166,58 hab./km². De los 107 habitantes, Gibbs estaba compuesto por el 91.59% blancos, el 1.87% eran afroamericanos, el 1.87% eran amerindios, el 0% eran asiáticos, el 0% eran isleños del Pacífico, el 0% eran de otras razas y el 4.67% pertenecían a dos o más razas. Del total de la población el 0.93% eran hispanos o latinos de cualquier raza.